# WLBT-Sendemast
Der WLBT-Sendemast ist ein 608,99 Meter hoher abgespannter Sendemast zur Verbreitung von UKW- und TV-Programmen in Raymond, Mississippi, USA. Der WLBT-Sendemast wurde 1999 fertiggestellt und ist Eigentum von Cosmos Broadcasting.
Dieser Sendemast wurde als Ersatz für einen gleich hohen Sendemast errichtet, der am 23. Oktober 1997 einstürzte. Beim Einsturz dieses Sendemasten kamen drei Personen ums Leben.